# Choeromorpha murina
Choeromorpha murina là một loài bọ cánh cứng trong họ Cerambycidae.